# Lucie Félix
Lucie Félix (née le 9 octobre 1983) est une autrice et illustratrice française de livres pour enfants. 

## Biographie
Après cinq années d'étude en biologie, Lucie Félix bifurque vers des études artistiques. Diplômée de l'école supérieure des arts d'Épinal et influencée par des artistes comme Bruno Munari, elle commence à créer des livres pour enfants.
Son premier album, 2 Yeux ?, est édité en 2012 par Les Grandes Personnes. Cet album cartonné destiné aux tout-petits joue avec la capacité d'abstraction des enfants. Il gagne plusieurs prix de littérature jeunesse, notamment le Prix Sorcières Tout-Petits de 2013.
Elle poursuit dans la même veine, créant des livres-objets jouant avec les formes et les couleurs. Dans la Promenade du petit bonhomme, le personnage principal est la main du lecteur, alors que son album Coucou, paru en 2018, se déplie en accordéon,.
En 2021, pour l'ensemble de son œuvre, elle reçoit le Prix de la Grande Ourse du Salon du livre et de la presse jeunesse de Montreuil.

## Œuvre
- 2 yeux ?, Les Grandes Personnes, septembre 2012
- Après l'été, Les Grandes Personnes, 2013
- Prendre et donner, Les Grandes Personnes, novembre 2014
- La Promenade de Petit Bonhomme, Les Grandes Personnes, 2015
- Le Bûcheron, le Roi et la Fusée, Les Grandes Personnes, octobre 2016
- Coucou, Les Grandes Personnes, novembre 2018
- Hariki, les Grandes personnes, 2019

## Prix et distinctions
- Prix Pitchou 2013[8], Fête du livre de jeunesse de Saint-Paul-Trois-Châteaux, pour 2 yeux ?
- Prix Sorcières 2013[9], catégorie Tout-petits, pour 2 yeux ?
- Prix Bernard Versele 2015[10] pour 2 yeux ?
- Prix Libbylit 2015[11] décerné par l'IBBY, catégorie Album petite enfance, pour Prendre et donner
- Prix de la Grande Ourse 2021[2],[12] du Salon du livre et de la presse jeunesse de Montreuil pour l'ensemble de son œuvre.